# Paul Fesch
Pour les articles homonymes, voir Fesch.
L'abbé Paul Martin Fesch, né le 18 octobre 1858 à Clermont (Oise) et mort en mai 1910, est un journaliste, essayiste et ecclésiastique catholique français.

## Biographie
Journaliste à La Croix il a fondé la revue Jeanne d'Arc.
Fils de gendarme, Paul Fesch est séminariste à Beauvais puis à Saint-Sulpice avant d'être ordonné prêtre en 1883, mais ne fait pas de service paroissial. Il collabore au Journal de l’Oise sous le pseudonyme Jean Pasquerel. Il fonde, en 1891, La croix de l’Oise, périodique qui dure une année ; puis il vient à Paris où il devient rédacteur en chef de La Cocarde, de 6 mai au 4 septembre 1894. Il entre ensuite au Monde tenu par l’abbé Naudet et en devient le rédacteur en chef. Il demeure à ce poste, un peu plus d’un an jusqu’en 1896, avant de rejoindre le journal La Croix et de fonder la revue Jeanne d'Arc. 
Il meurt le 11 mai 1910, à Paris.
Il a écrit sous divers pseudonymes : Jean Pasquerel, Jean-Paul Marybert, P.-M. Demouy, Paul de Clermont...
Mort avant d'avoir pu faire imprimer sa Bibliographie de la franc-maçonnerie et des sociétés secrètes, il confie l'achèvement de son travail à son ami Joseph Denais (1851-1916), qui meurt lui aussi avant l'édition complète. Retrouvé, un exemplaire des épreuves d'imprimerie (sans les corrections de Denais) sert à l'éditeur belge G.-A. Deny pour son édition de 1976, tirée à 800 exemplaires.

## Œuvres
- Les Sauveteurs, Paul Paclot et Cie
- De l’ouvrier et du respect. Paris : H. Welter, 1888.
- Le Martyre de Jeanne d’Arc : seule traduction donnant la traduction fidèle et complète de la Pucelle, d'après les manuscrits authentiques de Pierre Cauchon, par Léo Taxil et Paul Fesch. Paris : Letouzey et Ané, 1890.
- Au séminaire : Saint Sulpice et les Sulpiciens. Paris : Leday, 1891.
- Jeanne d’Arc, vierge et martyre (1894)
- Jeanne d’Arc racontée aux enfants (1895)
- Lacordaire journaliste (1830-1848). Paris : Delhomme et Briguet, 1897.
- Mortes au champ d’honneur : Bazar de la Charité (4 mai 1897). Paris : E. Flammarion, 1897.
- L’Année sociale en France et à l’étranger. Paris : Victor Lecoffre, 1898.
- Les Souvenirs d’un abbé journaliste. Paris : E. Flammarion, 1898.
- Le Panthéon des bonnes gens. Paris : E. André fils, 1898.
- Les Paradoxes de mon curé (1899)
- La Guerre en sabots (les armées de la République) (1792-1796) par Paul de Clermont. Paris : Tallandier, 1900.
- Les Serviteurs de l’homme (les animaux) par P.-M. Demouy. Paris : Tallandier, 1900.
- La Faillite de l’enseignement gouvernementale. L’éducation. (1900)
- Chacun son métier par P.-M. Demouy. Paris : Tallandier, 1901.
- Au pas de charge : d’Arcole aux pyramides, 1796-1800 par Paul de Clermont. Paris : Pactot : 1902.
- Dossiers maçonniques : la franc-maçonnerie contre l’armée. Paris : Charles Clavreuil, 1905 [lire en ligne].
- Le Soleil d’Austerlitz (1905)
- Constantinople aux derniers jours d’Abdul-Hamid. Paris : Librairie des sciences politiques et sociales Marcel Rivière, ca 1907.
- L’année sociale et économique en France et à l’étranger : 1907. Paris : Marcel Rivière, 1908.
- Les Jeunes-Turcs. Paris : Paclot, 1908.
- L’Année sociale et économique en France et à l’étranger : 1908. Paris : Marcel Rivière, 1909.
- Bibliographie de la franc-maçonnerie et des sociétés secrètes, imprimés et manuscrits langue française et langue latine, avec Joseph Denais et René Lay. Paris : Société bibliographique, fasc. 1 (de A à Cérémonie), 1912 ; fasc. 2 (de Cérémonie à Compte rendu), 1913.
- Bibliographie de la franc-maçonnerie et des sociétés secrètes, imprimés et manuscrits (langue française et langue latine) par Paul Fesch, présentée et mise en ordre par Georges A. Deny... Bruxelles : G.A. Deny, 1976. (Fac-similé des épreuves corrigées de l'édition de 1910 non publiée).